# Діфаєнс (Міссурі)
Діфаєнс (англ. Defiance) — переписна місцевість (CDP) в США, в окрузі Сент-Чарлз штату Міссурі. Населення — 159 осіб (2020).

## Географія
Діфаєнс розташований за координатами 38°37′58″ пн. ш. 90°47′5″ зх. д. / 38.63278° пн. ш. 90.78472° зх. д. (38.632749, -90.784596).  За даними Бюро перепису населення США в 2010 році переписна місцевість мала площу 2,63 км², уся площа — суходіл.

## Демографія
Згідно з переписом 2010 року, у переписній місцевості мешкало 155 осіб у 71 домогосподарстві у складі 42 родин. Густота населення становила 59 осіб/км².  Було 77 помешкань (29/км²).
Расовий склад населення:
| - 94,2 % — білих - 3,2 % — чорних або афроамериканців - 2,6 % — осіб інших рас |

До двох чи більше рас належало 0,0 %. Частка іспаномовних становила 1,9 % від усіх жителів.
За віковим діапазоном населення розподілялося таким чином: 16,8 % — особи молодші 18 років, 67,1 % — особи у віці 18—64 років, 16,1 % — особи у віці 65 років та старші. Медіана віку мешканця становила 50,1 року. На 100 осіб жіночої статі у переписній місцевості припадало 106,7 чоловіків;  на 100 жінок у віці від 18 років та старших — 111,5 чоловіків також старших 18 років.
Середній дохід на одне домашнє господарство  становив 82 887 доларів США (медіана — 53 625), а середній дохід на одну сім'ю — 108 016 доларів (медіана — 81 063). 
Цивільне працевлаштоване населення становило 104 особи. Основні галузі зайнятості: освіта, охорона здоров'я та соціальна допомога — 28,8 %, роздрібна торгівля — 27,9 %, виробництво — 17,3 %, будівництво — 9,6 %.